# 法式文胸

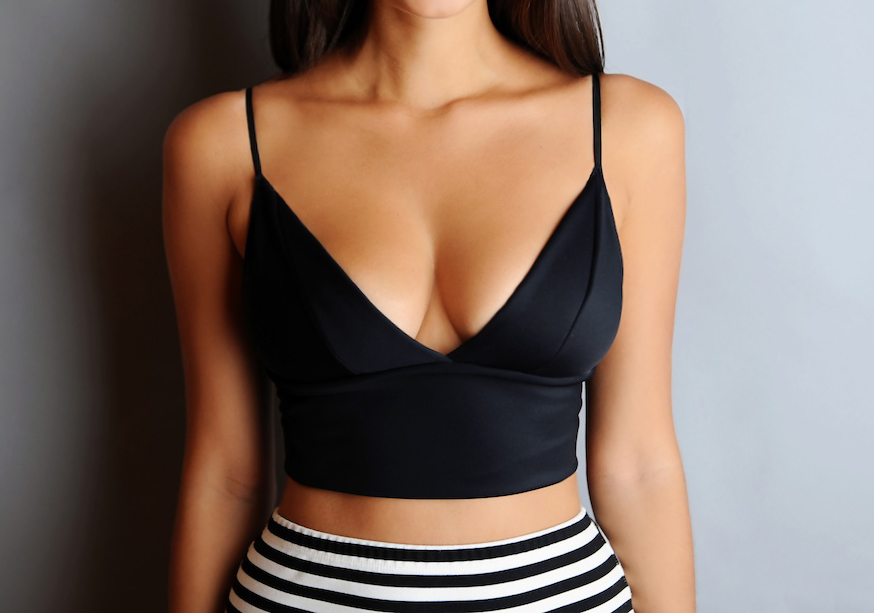
黑色缎纹法式文胸

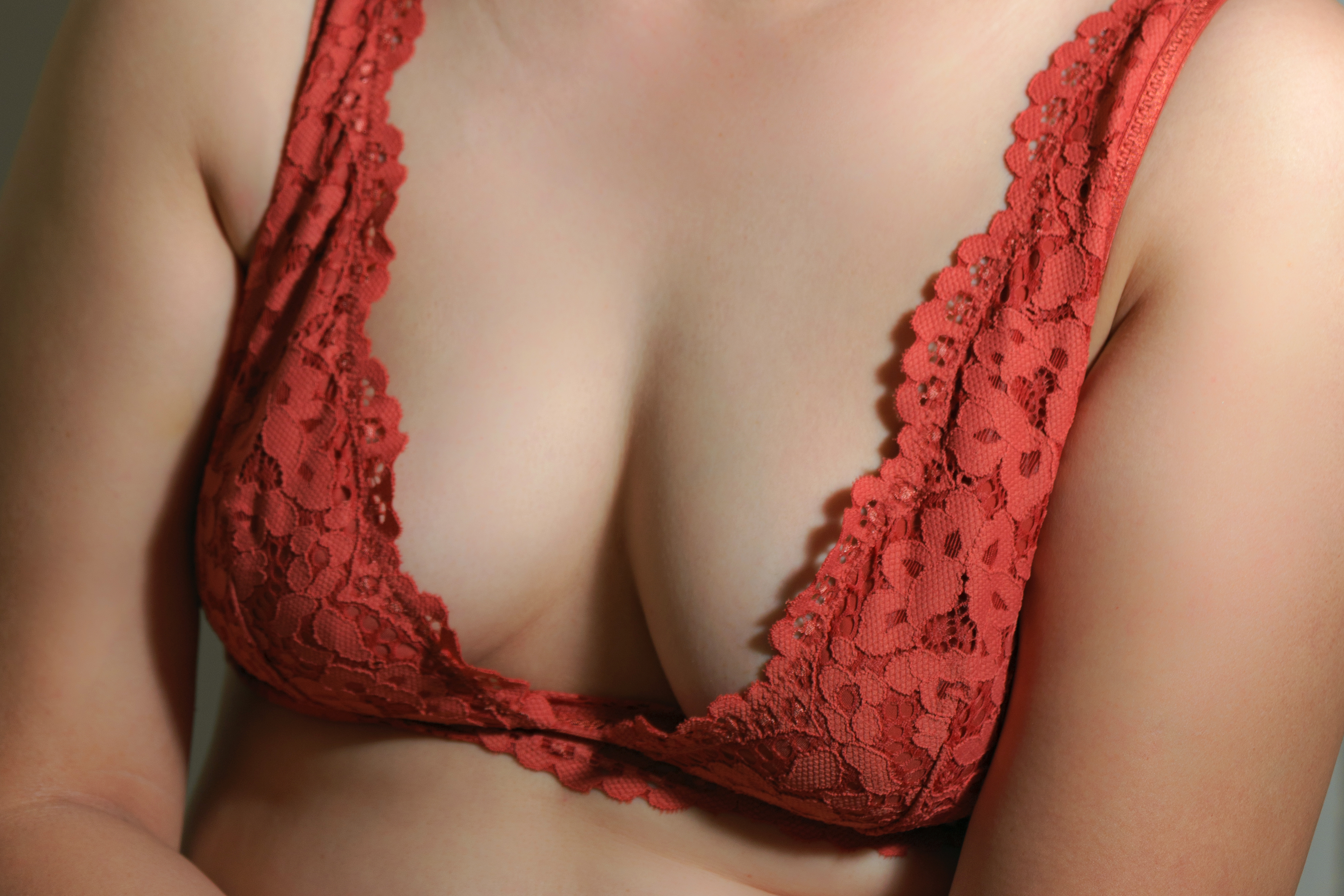
一款维多利亚的秘密的法式文胸

法式文胸或法式内衣（英文：Bralette）是一种没有钢圈的轻质文胸，主要为舒适而设计。
法式文胸有时也用作外套上衣，也设计为乳房发育中的女性的汗衫。

## 流行
21世紀10年代到20年代初，法式文胸和软文胸开始流行，有钢圈和带衬垫的文胸逐渐被淘汰 。
包括维多利亚的秘密在内的部分品牌未能顺应这一趋势进行调整；因此，它们的销售额显着下降。2017 年，聚拢文胸的销售额下降了45%，而马莎百货无鋼圈文胸的销售额则增长了40%。 一些人将法式文胸的日益流行归因于人们对“运动、健康和幸福”的逐渐关注，而不是为了“反对男性凝视” 
，而另一些人则认为与#MeToo运动有联系。
由于人们更注重辦公时的舒适度，在期间，法式文胸也变得流行起来。